# Parasollsäv
Parasollsäv (Cyperus involucratus) är en växtart i skärmagssläktet i familjen halvgräs (Cyperaceae). Arten förekommer naturligt i västcentrala tropiska Afrika till Arabiska halvön och södra tropiska Afrika. Den odlas som krukväxt i Sverige.
Ibland går arten felaktigt under det vetenskapliga namnet C. alternifolius).
Bladen är smala och breder ut sig som ett parasoll i toppen av varje strå. Blommorna är små och gulgröna och bildar en yvig vippa från mitten av bladkransen.  
Som krukväxt föredrar den vanlig rumstempertur och mycket ljus men inte för mycket vatten. 

## Synonymer
Cyperus alternifolius fel använt
Cyperus alternifolius subsp. flabelliformis Kük.
Cyperus alternifolius var. macrostachys Robyns & Tournay
Cyperus flabelliformis Rottb.
Cyperus ginge Welw.
Cyperus petersianus Boeckeler
- Wikimedia Commons har media som rör Parasollsäv.